# 勒图尔讷河畔维尔
勒图尔讷河畔维尔（法語：Ville-sur-Retourne，法語發音：[vil syʁ tətuʁn]）是法国阿登省的一个市镇，属于勒泰勒区。

## 地理
勒图尔讷河畔维尔（49°23'46"N, 4°26'46"E）面积9.56 平方千米，位于法国大東部大區阿登省，该省份为法国北部内陆省份，西接埃纳省，南至马恩省，东临默兹省，北与比利时接壤。
与勒图尔讷河畔维尔接壤的市镇（或旧市镇、城区）包括：阿内勒、比尼库尔、科鲁瓦、梅尼勒阿内勒、蒙圣雷米、波夫尔。

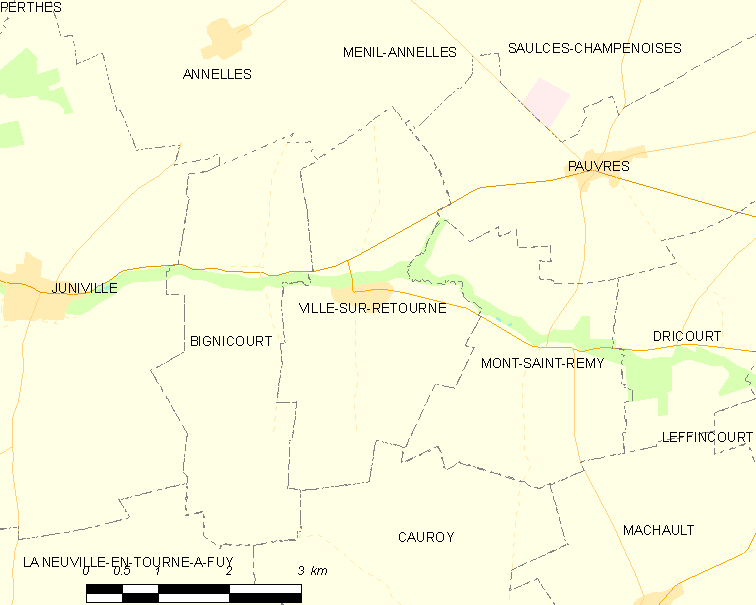
勒图尔讷河畔维尔的OSM定位图

勒图尔讷河畔维尔的时区为UTC+01:00、UTC+02:00（夏令时）。

## 行政
勒图尔讷河畔维尔的邮政编码为08310，INSEE市镇编码为08484。

## 政治
勒图尔讷河畔维尔所属的省级选区为波尔西安堡县。

## 人口

1962-2008年间勒图尔讷河畔维尔人口变化图示

勒图尔讷河畔维尔于2022年1月1日时的人口数量为73人。